# Jaden begrafeniskostuum

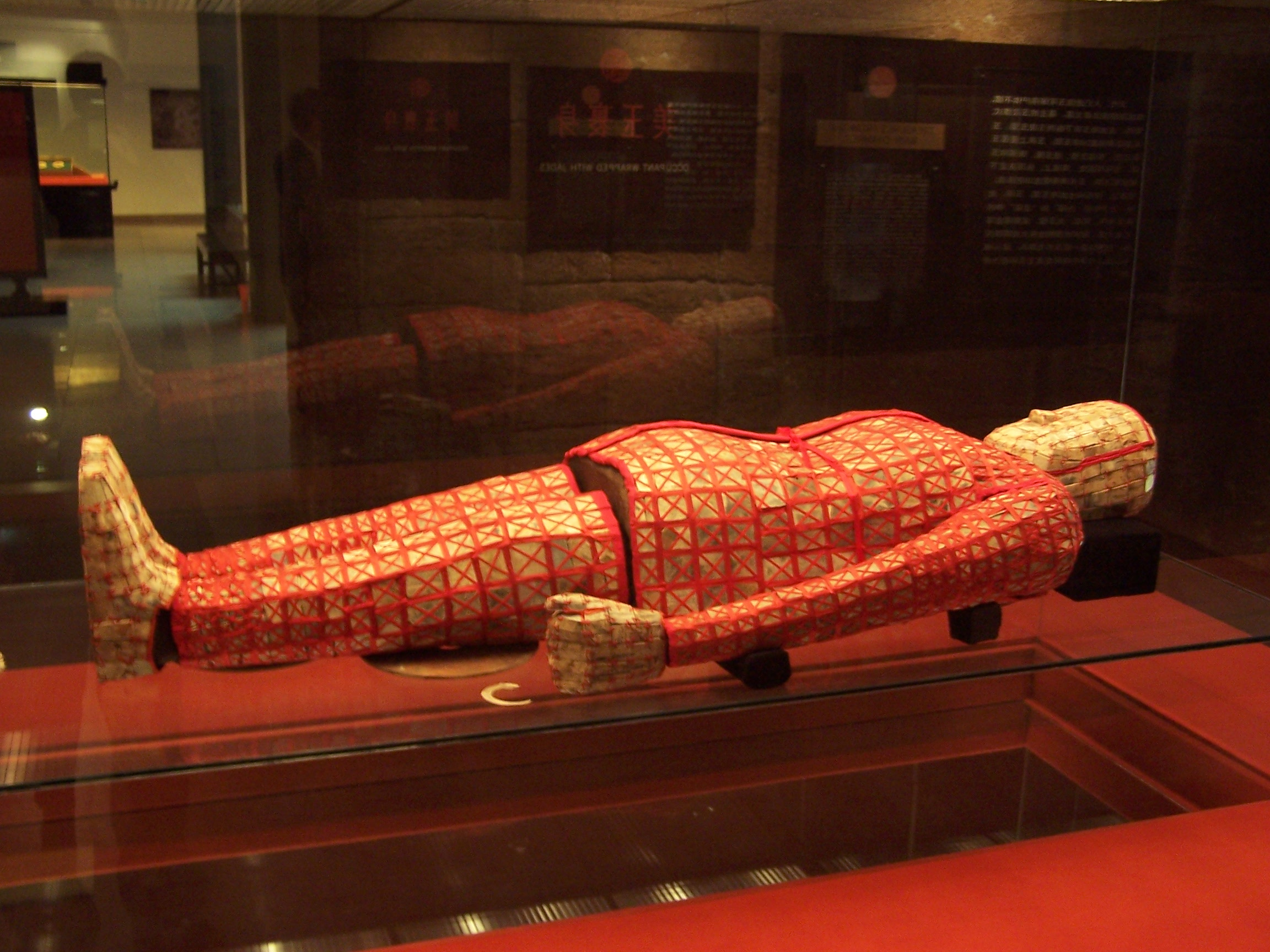
Een jaden begrafeniskostuum

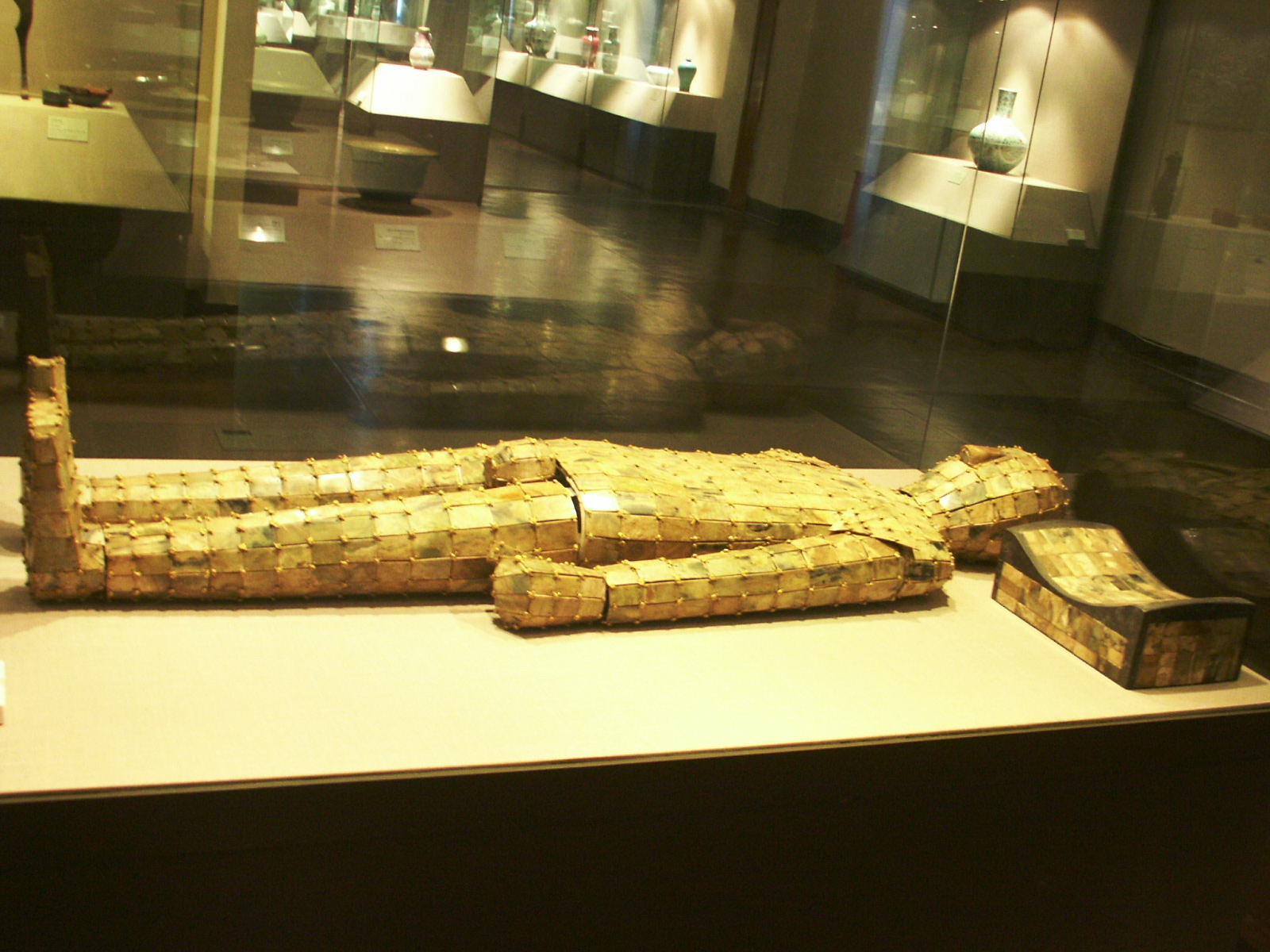
Een jaden begrafeniskostuum

Een jaden begrafeniskostuum is een ceremonieel kostuum, gemaakt van jade waarin sommige mensen van adel uit de Han-dynastie werden begraven. De Chinezen geloofden dat jade magische eigenschappen had en dat het het rotten van het lichaam voorkwam.

## Structuur van het jaden begrafeniskostuum
Van de jaden kostuums die zijn gevonden, waren de delen van jade meestal vierkant of rechthoekig, hoewel driehoekige, trapezium- en ruitvormige delen ook zijn gevonden. Plaques werden regelmatig samen gebruikt met draad, dat werd geweven door kleine openingen, geperforeerd aan de hoeken van elk stuk. De toepassing van de draden die werden gebruikt verschillen. Sommige kostuums die werden gevonden waren gemaakt van goud of zilver. Andere kostuums, zoals die van de Koning van Nanyue, werden gemaakt door zijden draden of zijden linten die de plaque overlapten. In sommige gevallen werden extra stukken jade gevonden, net boven de hoofdbedekking.
Volgens het Boek van de Late Han was het soort draad dat werd gebruikt voor het kostuum afhankelijk van de status van de persoon die werd begraven. De jaden begrafeniskostuums van keizers werden gemaakt van gouden draden, van prinsen, prinsessen en hertogen van zilver, hun zonen en dochters kregen koperen draden, de lagere edelen kregen zijden draden. Voor alle anderen was het verboden om te worden begraven in een jaden kostuum. Uit onderzoek naar de kostuums is gebleken dat dit niet altijd het geval was.
Een jaden kostuum was extreem duur, alleen de kapitaalkrachtige edelen konden zich veroorloven zich te laten begraven in het kostuum. Het proces van het maken van een kostuum was arbeidsintensief en men schat dat het meerdere jaren duurde om een kostuum te voltooien.

## Geschiedenis
Archeologen vonden slechts weinig overblijfselen van de kostuums. Een opmerkelijk goed bewaard persoon uit de Han-dynastie was Xinzhui, de vrouw van een ambtenaar.
Vele jaren dachten archeologen dat jaden kostuums niet bestonden en veronderstelden dat ze een mythe of legende waren. De vondst van twee complete jaden kostuums in 1968, in de tombes van Liu Sheng en Dou Wan in Mancheng (Hebei), bewees het bestaan ervan. De kostuums van Liu Sheng en Dou Wan bestaan uit 2498 stukken van solide jade, vastgehecht met tweeënhalf pond gouden draad.
In 1973 werd een kostuum van Prins Huai gevonden in Dingxian (Hebei). Het kostuum bestaat uit 1203 stukken jade en uit 2580 gram gouden draden.
In 1983 werd een kostuum gevonden van de tweede koning van Nanyue, in de tombe van Zhao Mo. Het rode zijden draad dat de 2291 jaden stukken verbindt, representeerde Zhao Mo's onderdompeling in de Nam Vietcultuur. Het wordt bewaard in het Museum of the Tomb of the King of Southern Yue in Western Han Dynasty.
Hedendaags wordt geloofd dat de kostuums redelijk gebruikelijk waren onder de kapitaalkrachtige edelen en dat ze door de jaren heen grotendeels verloren zijn gegaan door het werk van grafrovers.